# 유천추 (수시경후)
유천추(劉千秋, ? ~ ?)는 전한 후기의 제후로, 청하강왕의 손자이다.

## 행적
지절 3년(기원전 67년), 아버지 유인의 뒤를 이어 수시후(修市侯)에 봉해졌다.
시호를 경(頃)이라 하였고, 아들유원이 작위를 이었다.

## 출전
- 반고, 《한서》 권15하 왕자후표 下

| 선대 아버지 수시원후 유인 | 전한의 수시후 기원전 67년 ~ ? | 후대 아들 수시희후 유원 |